# Väinö Siikaniemi

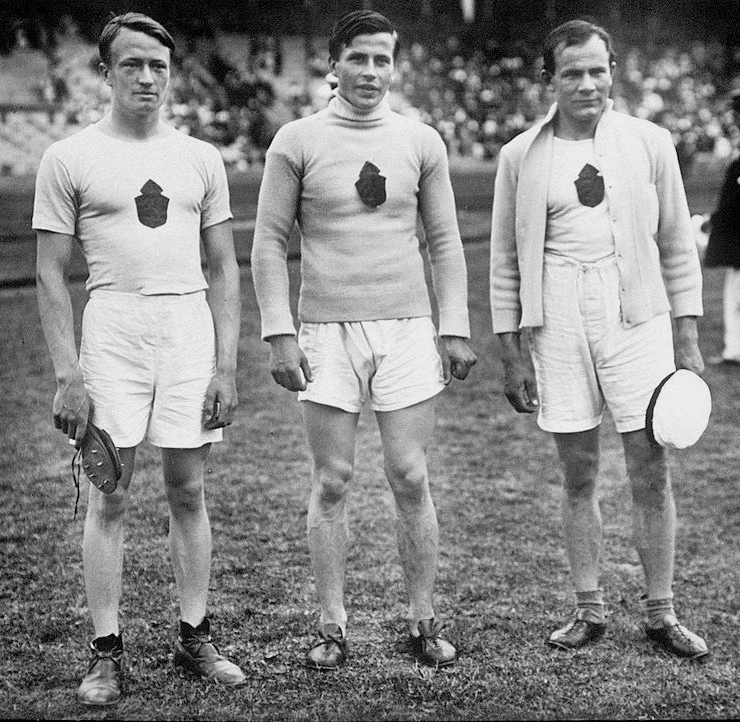
Urho Peltonen, Julius Saaristo und Väinö Siikaniemi in Olympischen Spielen 1912.

Väinö Villiam Siikaniemi (geb. Siegberg; * 27. März 1887 in Hollola; † 24. August 1932 in Helsinki) war ein finnischer Leichtathlet, der in den Jahren vor dem Ersten Weltkrieg als Speerwerfer erfolgreich war.
Bei den Olympischen Spielen 1912 in Stockholm ging er sowohl im ein- als auch im beidarmigen Speerwurf an den Start. Im einarmigen Werfen kam er nicht ins Finale, da nur die drei besten Werfer der Qualifikation zugelassen waren; mit 52,43 m lag er mehr als drei Meter hinter dem Ungarn Mór Kóczán, der Bronze gewann. Im beidarmigen Werfen dagegen unterlag er mit 101,13 m nur seinem Landsmann Julius Saaristo (109,42 m), dem Silbermedaillengewinner im einarmigen Werfen. Urho Peltonen mit 100,24 m vervollständigte den dreifachen finnischen Triumph.
Folgender Vergleich zeigt, dass der Sieg über den berühmten Schweden Eric Lemming, der den beidarmigen Speerwurf als Vierter beendete, in erster Linie aufgrund der größeren Weiten mit dem schwächeren Wurfarm zustande kam:
| Athlet     | stärkerer Arm (m) | schwächerer Arm (m) |
| Saaristo   | 61,00             | 48,42               |
| Siikaniemi | 54,09             | 47,04               |
| Peltonen   | 53,58             | 46,66               |
| Lemming    | 58,33             | 40,26               |

Er war auch Dichter.